# Chrysochloris asiatica
Chrysochloris asiatica là một loài động vật có vú trong họ Chrysochloridae, bộ Afrosoricida. Loài này được Linnaeus mô tả năm 1758.